# Философский факультет МГУ
Филосо́фский факульте́т МГУ — образовательный факультет Московского государственного университета имени М. В. Ломоносова.
В настоящее время ведёт обучение бакалавров и магистров по очной форме на бюджетной и договорной основе. Для обучения в бакалавриате абитуриент может выбрать одно из направлений подготовки:
- философия,
- религиоведение,
- культурология (образовательная программа «Прагматика и менеджмент культуры»),
- реклама и связи с общественностью.

Философский факультет был одним из первых трёх факультетов Императорского Московского университета.

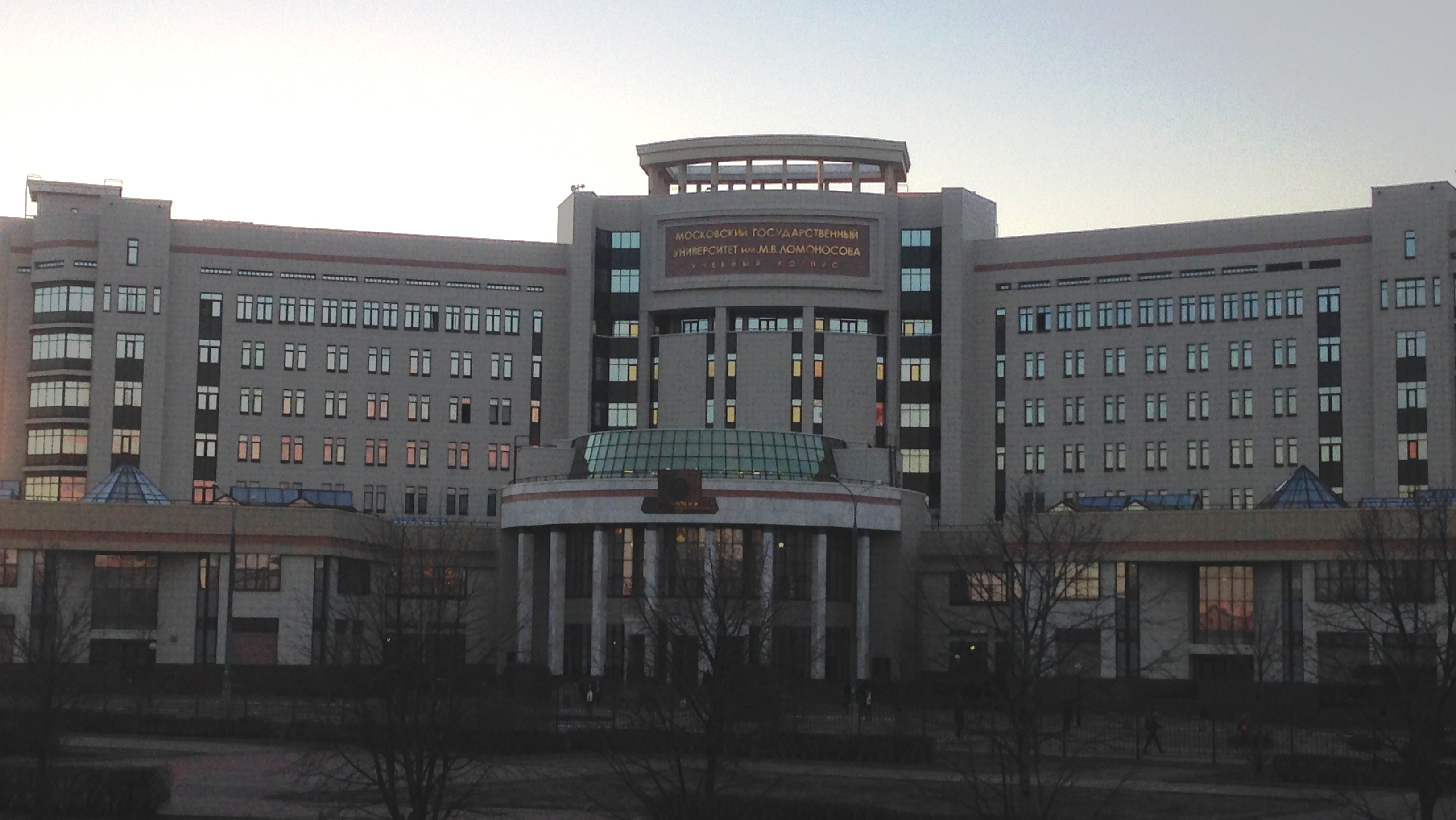
Новое здание факультета
(Шуваловский корпус МГУ)

## История факультета
В 1755 году был основан Императорский Московский университет. В соответствии с планом М. В. Ломоносова в Московском университете были образованы три факультета: философский, юридический и медицинский. Своё обучение все студенты начинали на философском факультете, где получали фундаментальную подготовку по естественным и гуманитарным наукам. Образование можно было продолжить, специализируясь на юридическом, медицинском или на том же философском факультете. На первой стадии обучения философии студенты осваивали такие дисциплины как логика, метафизика (умозрительная философия) и нравоучение (практическая философия).
Штат философского факультета составляли четыре ординарных профессора: философии (включавшей курсы по логике, метафизике и этике), физики, красноречия, истории. Преподавание велось на латинском языке. В этот первоначальный период философию в Московском университете преподавали приглашенные из Германии профессора — И. Г. Фроманн, И. М. Шаден, а с 1765 года — выпускник университета Д. С. Аничков (он первым в Московском университете защитил философскую диссертацию); затем — А. М. Брянцев. Курс лекций по эстетической критике читал И. Г. Шварц. На факультете преподавали также Н. Н. Поповский и И. Мельманн. Затем начали чтение своих курсов — Ф. Х. Рейнгард, Х. Ф. Маттеи, Ф. Г. Баузе, И. Ф. Буле, М. М. Снегирёв; лекции по философским дисциплинам в последние десятилетия XVIII века читали также выпускники университета Е. Б. Сырейщиков и Д. Н. Синьковский. Русский и латинский языки преподавал на факультете с 1755 года Ф. А. Яремский. Огромный след в истории университета оставила деятельность Н. И. Новикова, арендовавшего в 1779—1789 годах университетскую типографию и выпустившего более 800 изданий, в числе которых было немало книг по философии и богословию. Так, один из философов Новиковского круга C. И. Гамалея перевел на русский язык все сочинения Якова Бёме (однако они не были изданы, так как относились к кругу литературы для посвященных в масонской среде).
Кафедру истории возглавил Х. Г. Келлнер, а с 1760 года — И. Г. Рейхель. Кафедру красноречия с 1761 года до 1791 года возглавлял А. А. Барсов; он читал курсы грамматики, риторики и поэзии. В это же время, с 1761 года, ординарным профессором физики, читавшим лекции по прикладной математике и экспериментальной физике, был И. А. Рост.
Срок обучения на факультете составлял три года. В 1767 году сложилась система обучения, по которой лекции философского факультета являлись обязательными перед поступлением на высшие факультеты (юридический факультет и медицинский факультет), что делало философский факультет основным звеном преподавания в Императорском Московском университете и самым многочисленным по числу студентов. Выпускникам факультета в некоторых случаях присваивались звания бакалавра или магистра философии и свободных искусств. В 1803 году с введением в Московском университете должностей деканов на этот пост на философском факультете был избран профессор П. И. Страхов.

### Философия в составе других факультетов (1804—1917)
В 1804 году, в соответствии с новым Уставом университета было образовано четыре отделения (факультета): нравственных и политических наук, физических и математических наук, врачебных или медицинских наук, словесных наук. Предметы философского факультета вошли в состав нравственно-политического, словесного и физико-математического отделений Московского университета.
В 1817 году для философии наступили тяжелые времена, связанные с объединением духовного и светского образования. Фактически специализированное преподавание философии прекратилось. С 1821 года чтение лекций по философии в Московском университете фактически прекратилось, изучение философии осталось уделом других университетов и слушателей духовных академий, хотя номинально философский факультет в составе университета оставался.
По уставу 1835 года философский факультет был восстановлен, но существовал в виде двух фактически независимых друг от друга отделений: историко-филологического (бывшее отделение словесных наук), в котором имелась кафедра философии и физико-математического — в 1850 года отделения были переименованы в факультеты. Однако это не означало ослабления интереса к философии в Московском университете; 1820—1830-е годы — время, когда вся общественная атмосфера была пропитана философскими идеями, увлечением германской метафизикой. Осмысляя, подчас негативно, подобно П. Я. Чаадаеву, опыт российской истории, мыслящие люди ощущали насущную потребность в философии для реформирования российского общества и государства. В Москве возникали философские кружки и салоны, партии славянофилов и западников, уподобленные А. И. Герценом «двуликому Янусу».
В 1850 году Николаем I по представлению министра народного просвещения князя Ширинского-Шихматова было запрещено преподавание теории познания, метафизики, нравоучительной философии и истории философии. Широко известно высказывание министра: «Польза от философии весьма сомнительна, а вред очевиден». В этом же году философский факультет был ликвидирован, на его базе были открыты два факультета: историко-филологический и физико-математический, но кафедры философии в их структуре уже не было.
В 1863 году по новому уставу была восстановлена кафедра философии в рамках юридического факультета, которая занималась в основном философией права. Лишь в 1906 году на историко-филологическом факультете была организована группа философских наук и курс по истории новой философии. Такое положение сохранялось до 1919 года.
Несмотря на очень «осторожное» отношение к философии со стороны властей, после 1863 года происходит чрезвычайный рост её популярности, связанное с деятельностью выдающихся русских философов, из которых можно отметить следующих:
- П. Д. Юркевич (первый заведующий кафедрой),
- В. С. Соловьёв,
- М. М. Троицкий,
- Н. Я. Грот,
- Л. М. Лопатин,
- С. Н. Трубецкой,
- В. Н. Ивановский,
- Г. И. Челпанов,
- Г. Г. Шпет,
- Ф. Ф. Бережков.

С лекциями по философии на кафедре выступали:
- С. Н. Булгаков,
- С. А. Котляревский,
- А. П. Богданов,
- А. Г. Столетов,
- Н. А. Умов,
- П. Н. Лебедев,
- К. А. Тимирязев,
- И. М. Сеченов,
- В. И. Вернадский.

Историю права и основы философии права читал Б. Н. Чичерин.
Выпускники философского отделения конца XIX — начала XX века:
- М. М. Ковалевский,
- П. И. Новгородцев,
- Б. П. Вышеславцев,
- Е. Н. Трубецкой,
- Н. Н. Алексеев.

### Преподавание философии после революции
После 1917 года из Москвы уезжают некоторые профессора философии, но зато приступают к преподаванию деятели, известные в истории русской философии.
- Н. А. Бердяев,
- П. Б. Струве,
- С. Н. Прокопович,
- С. Л. Франк,
- И. В. Попов,
- Н. Д. Виноградов,
- Л. И. Аксельрод.

Однако, в 1918 году кафедра философии вновь упраздняется и преподавание философии осуществляется благодаря личной инициативе ряда профессоров.
В сентябре-декабре 1922 года административной высылке из России подверглись Н. А. Бердяев, С. Н. Булгаков, Б. П. Вышеславцев, И. А. Ильин, С. Л. Франк. В Московский университет была направлена группа ученых-марксистов, в числе которых были А. В. Луначарский, В. И. Невский, И. К. Луппол, И. К. Скворцов-Степанов и др. Запрещение преподавания в университете таким философам, как Л. М. Лопатин, Г. Г. Шпет, Г. И. Челпанов означало прекращение преподавания философии в Московском университете в академическом духе.
В 1933 году образуется Московский институт философии, литературы и истории (МИФЛИ), где осуществляется преподавание философии.
В самые трудные годы войны, в декабре 1941 года, в Ашхабаде, куда был эвакуирован университет, происходит слияние МИФЛИ с МГУ, что привело к восстановлению после 90-летнего перерыва философского факультета в составе трёх кафедр: диалектического и исторического материализма, истории философии и психологии.

### Преподавание философии в послевоенный период
После Великой Отечественной войны, несмотря на очень сложную политическую и идеологическую обстановку, начался подлинный подъём философского образования, который был связан с именами профессоров дореволюционной школы, таких как В. Ф. Асмус, А. Ф. Лосев, А. С. Ахманов, П. С. Попов, М. А. Дынник, О. В. Трахтенберг, А. Р. Лурия, С. Л. Рубинштейн.
В начале 1950-х годов в Москве прошёл ряд острых дискуссий по актуальным вопросам философии, совпавших с отходом от власти и смертью И. В. Сталина. На философском факультете формируется ряд неформальных групп, в дальнейшем сыгравших важную роль в восстановлении философской мысли в России, прежде всего, т. н. «группы гносеологов» (Э. В. Ильенков, В. И. Коровиков и др.) и Московского логического (позднее методологического) кружка (А. А. Зиновьев, Б. А. Грушин, М. К. Мамардашвили, Г. П. Щедровицкий и др.).

1 гуманитарный корпус МГУ, в котором располагался факультет с 1969 по 2007 годы

В 1960—1980-е годы происходило структурное развитие факультета, открывались новые кафедры, деятельность которых совпадала с основными разделами классического философского знания, началась систематическая подготовка философских кадров для педагогических и научных учреждений.
Декан факультета В. В. Миронов позднее отмечал, что «степень свободы на философском факультете, по крайней мере в период от 1970-х годов, была достаточно высокой».

### Преподавание философии в РФ
В 1996 году на базе кафедры философии религии и религиоведения на факультете было создано отделение религиоведения.
В 2000 году на факультете была открыта образовательная программа «Связи с общественностью», в 2003 году — образовательная программа «Экономическая политика», в 2005 году был открыт набор на отделение культурологии.
В 2009 году в структуре факультета созданы новые кафедры: философии образования, философии языка и коммуникаций, философии политики и права. В настоящее время в состав факультета входят 17 кафедр, учебная лаборатория информационных систем в гуманитарном образовании, лаборатория современных религиозных процессов, Центр исследования сознания, а также Центр современной философии и социальных наук.

## Деканы факультета
Деканы философского факультета МГУ (в хронологической последовательности, по году назначения):
1. 1941 — Хасхачих, Фёдор Игнатьевич, доц. МИФЛИ
2. 1941 — Каплан, Иосив Григорьевич, с.н.с. (не вступил в должность)
3. 1942 — Андреев, Григорий Георгиевич, к.филос.н.
4. 1943 — Чернышёв, Борис Степанович, д.филос.н.
5. 1943 — Кутасов, Дмитрий Алексеевич, к.филос.н.
6. 1949 — Берестнев, Владимир Фёдорович, д.филос.н.
7. 1949 — Мальцев, Василий Иванович, и. о.
8. 1949 — Гагарин, Алексей Петрович, д.филос.н.
9. 1952 — Молодцов, Василий Сергеевич, д.филос.н.
10. 1968 — Овсянников, Михаил Федотович, д.филос.н.
11. 1974 — Цыганкова, Эмма Николаевна, к.филос.н., и. о.
12. 1974 — Мелюхин, Серафим Тимофеевич, член-корр. АН СССР
13. 1977 — Богатов, Виталий Васильевич, д.филос.н., и. о.
14. 1978 — Косичев, Анатолий Данилович, д.филос.н.
15. 1986 — Косолапов, Ричард Иванович, д.филос.н., и. о.
16. 1987 — Панин, Александр Владимирович, д.филос.н.
17. 1998 — Миронов, Владимир Васильевич, член-корр. РАН
18. 2020 — Козырев, Алексей Павлович, к.филос.н, и. о.

## Кафедры
- Кафедра логики. Создана в 1947 году, первая кафедра логики в истории СССР. Заведующие: П. С. Попов (1947—1948), В. И. Черкесов (1948—1957), В. Ф. Асмус (1957—1958), М. Н. Алексеев (1958—1965), И. С. Нарский (1965—1966), А. А. Зиновьев (1967—1968), А. А. Старченко (1968—1982), Ю. В. Ивлев (1982—2003), В. И. Маркин (с 2003).
- Кафедра истории и теории мировой культуры (заведующие акад. Вяч. Вс. Иванов, А. Л. Доброхотов, Т. Ю. Бородай, В. К. Шохин, А. А. Кротов)
- Кафедра онтологии и теории познания (в 1960—1993 годах — кафедра диалектического материализма, в 1993—2000 годах — кафедра теоретической (или систематической) философии). С 1998 по 2020 год заведующим кафедрой был декан философского факультета МГУ (1998—2020), доктор философских наук, профессор, чл.-корр. РАН В. В. Миронов . В 2020—2021 гоадх обязанности заведующего исполняла профессор З. А. Сокулер. В ноябре 2022 года заведующим кафедрой стал кандидат философских наук С. М. Гавриленко.
- Кафедра социальной философии и философии истории (зав. кафедрой д.филос.н. К. Х. Момджян)
- Кафедра философии и методологии науки (зав. кафедрой д.филос.н. В. Г. Кузнецов)
- Кафедра этики. Была учреждена в 1969 году и стала первой специализированной кафедрой этики в стране. Первый заведующий профессор С. Ф. Анисимов. Зав. кафедрой — д.филос.н. А. В. Разин.
- Кафедра эстетики (и. о. зав. кафедрой к.филос.н. Е. А. Кондратьев)
- Кафедра истории русской философии (в 1955—1988 годах называлась кафедрой истории философии народов СССР, в 1988—1991 годах — кафедрой истории отечественной философии; создана в 1943 г. по инициативе члена-корр. АН СССР М. Т. Иовчука[7], заведующие: 1943—1947 М. Т. Иовчук, 1947—1983 И. Я. Щипанов, 1983—1985 и. о. В. В. Богатов, 1985—1992 В. А. Кувакин, c 1992 М. А. Маслин)
- Кафедра истории зарубежной философии (образована в 1939 г. в МИФЛИ как кафедра истории философии, с 1943(4?) кафедра истории западноевропейской философии, с 1950-х кафедра истории зарубежной философии; заведующие: 1939-40 акад. Г. Ф. Александров, 1940-44 Б. С. Чернышев, 1944-48 В. И. Светлов, 1949-68 акад. Т. И. Ойзерман, 1968-85 Ю. К. Мельвиль[чеш.], 1985—2004 А. Ф. Зотов, с 2004 — член-корр. РАН В. В. Васильев).
- Кафедра философии религии и религиоведения (зав. кафедрой д.пол.н. О. Ю. Бойцова)
- Кафедра философской антропологии (зав. кафедрой д.филос.н. Ф. И. Гиренок)
- Кафедра философии политики и права (зав. кафедрой д.пол.н. Е. Н. Мощелков)
- Кафедра философии языка и коммуникации (зав. кафедрой к.филос.н. А. А. Костикова)
- Кафедра философии образования (зав. кафедрой к.филос.н. Е. В. Брызгалина)
- Кафедра философии гуманитарных факультетов (Возникла в 1953 году. Вначале именовалась кафедрой диалектического и исторического материализма, затем кафедрой марксистско-ленинской философии, пока не получила нынешнее название. Обеспечивает преподавание философии на историческом, юридическом, филологическом, экономическом, психологическом факультетах, а также на факультетах журналистики, иностранных языков и государственного управления). Первый заведующий З. Я. Белецкий: также кафедрой руководили Д. М. Угринович и др. Ныне заведующий — А. П. Алексеев.
- Кафедра философии естественных факультетов (зав. кафедрой к.филос.н. В. А. Шапошников)

## Структурные подразделения
- Центр исследования сознания
- Научно-образовательный центр «Художественная галерея Cogito»
- Центр креативных индустрий
- Лаборатория интернет-коммуникаций